# Ephesia separans
Ephesia separans là một loài bướm đêm trong họ Noctuidae.